# Herzoglich Bayerisches Brauhaus Tegernsee
Das Herzoglich Bayerische Brauhaus Tegernsee ist eine Brauerei in Tegernsee im Landkreis Miesbach in Oberbayern. Die Brauerei befindet sich im Nordtrakt des ehemaligen Klosters Tegernsee und ist im Besitz von Maria Anna Herzogin in Bayern, der jüngsten Tochter von Max Herzog in Bayern.

## Geschichte
Das Unternehmen sieht sich als Nachfolger einer angeblich um das Jahr 1000 gegründeten Bierbrauerei im Kloster. Die heutige Brauerei geht aber gesichert auf das Jahr 1675 zurück, als Abt Bernhard Wenzel die nötigen Braurechte von Holzkirchen nach Tegernsee holte.
Ein Benediktinerkloster unterhielt nicht selbstverständlich eine Brauerei. Mönche favorisierten zu dieser Zeit in Bayern fast ausnahmslos Wein als Getränk. Tatsächlich ließ Herzog Maximilian I. 1604 eine Liste aller in Bayern vorhandener Brauhäuser anlegen, auf der Tegernsee fehlte. Maximilian hatte später als Kurfürst außerdem durch Dekret verboten, weitere als die bestehenden Brauereien in Bayern zu errichten. Hätte Tegernsee zu diesem Zeitpunkt bereits eine Brauerei besessen oder auch nur ein nachweislich altes Braurecht, wäre die spätere Transferierung der Braugerechtsame aus Holzkirchen nicht nötig gewesen. Somit kann davon ausgegangen werden, dass eine Brauerei vor der ersten Hälfte des 17. Jahrhunderts nicht existierte.
Gerade Maximilian I. achtete sehr streng auf die Einhaltung juristischer Formalitäten, denn er war selbst ein in Ingolstadt ausgebildeter Jurist. Es sind mehrere Fälle bekannt, in denen er Brauereien deren älteres Recht anerkennen musste, so z. B. in Viechtach und Schwarzenberg. Es gibt also keinen Grund anzunehmen, er habe dem Abt von Tegernsee schaden wollen.
1817 erwarb der bayerische König Max I. Joseph das säkularisierte Benediktinerkloster samt Brauerei von Freiherrn von Drechsel. Die Brauerei firmierte nun unter dem Namen „Königlich Braunes Brauhaus Tegernsee“. Aus dynastischen Gründen änderte sich der Name später in „Herzoglich bayerisches Brauhaus“. Seit dem Kauf befindet sich die Brauerei in wittelsbachschem Familienbesitz und wird heute von Maria Anna in Bayern, einer Tochter von Max Emanuel Herzog in Bayern, geleitet.

## Unternehmen

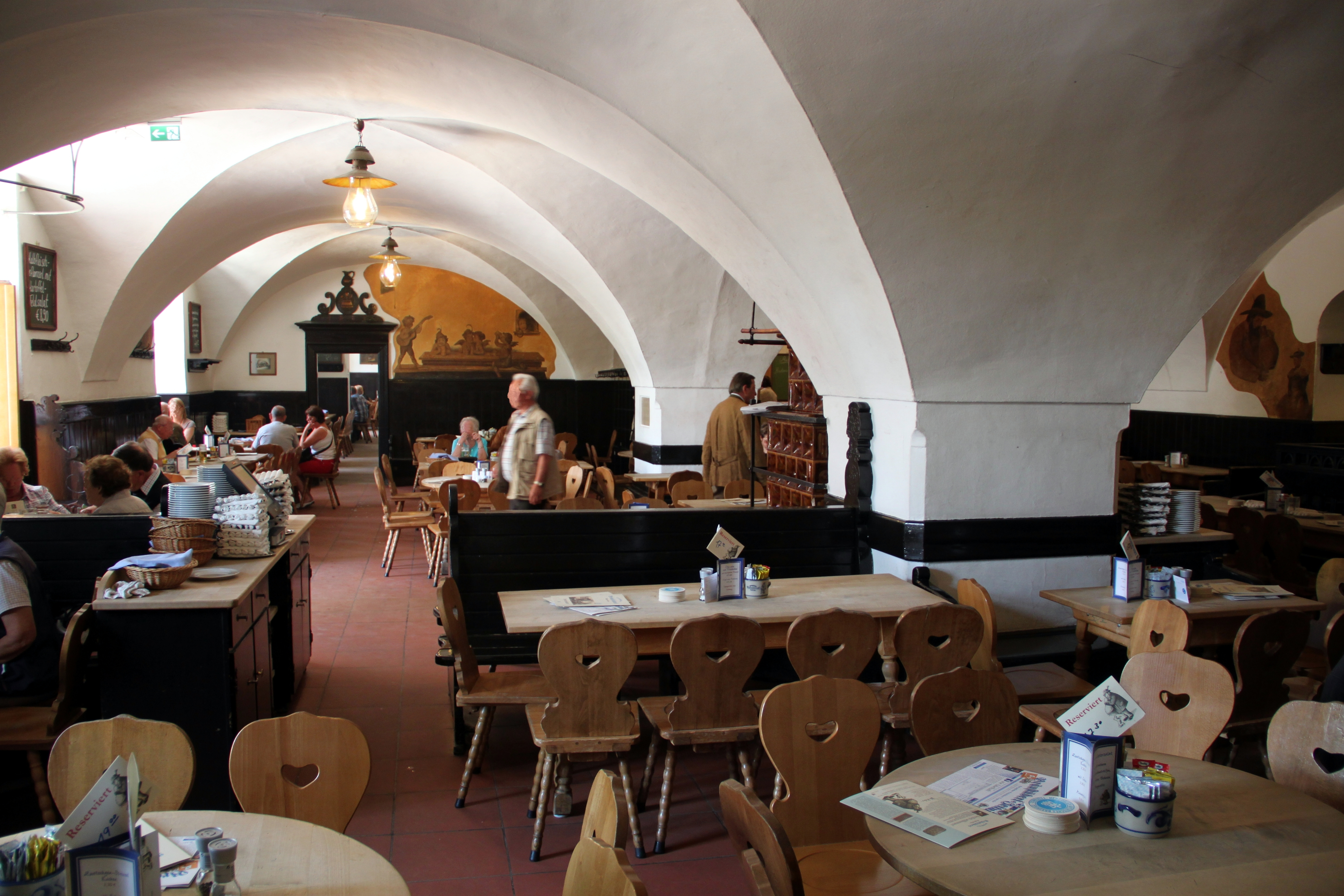
Gaststätte Herzogliches Bräustüberl Tegernsee (Innenansicht)

Die Firma der Brauerei lautet heute Herzoglich Bayerisches Brauhaus Tegernsee KG und hat ihren Hauptsitz in Tegernsee. Ende des Jahres 2011 eröffnete die Brauerei eine weitere Abfüllanlage mit etwa 30 Mitarbeitern in Gmund in dem dafür neu ausgewiesenem Gewerbegebiet „Am Kanzlerfeld“ kurz hinter dem Ortsteil Moosrain.
An der Hauptbetriebsstätte der Brauerei in Tegernsee, im Erdgeschoss des Westflügels des ehemaligen Klosters Tegernsee, befindet sich der Gastronomiebetrieb Herzogliches Bräustüberl Tegernsee Peter Hubert GmbH & Co. KG. Das Bräustüberl, das überwiegend Biere der Brauerei ausschenkt, ist jedoch ein davon unabhängiges Unternehmen unter der Leitung des Gastwirts Peter Hubert.

## Produkte

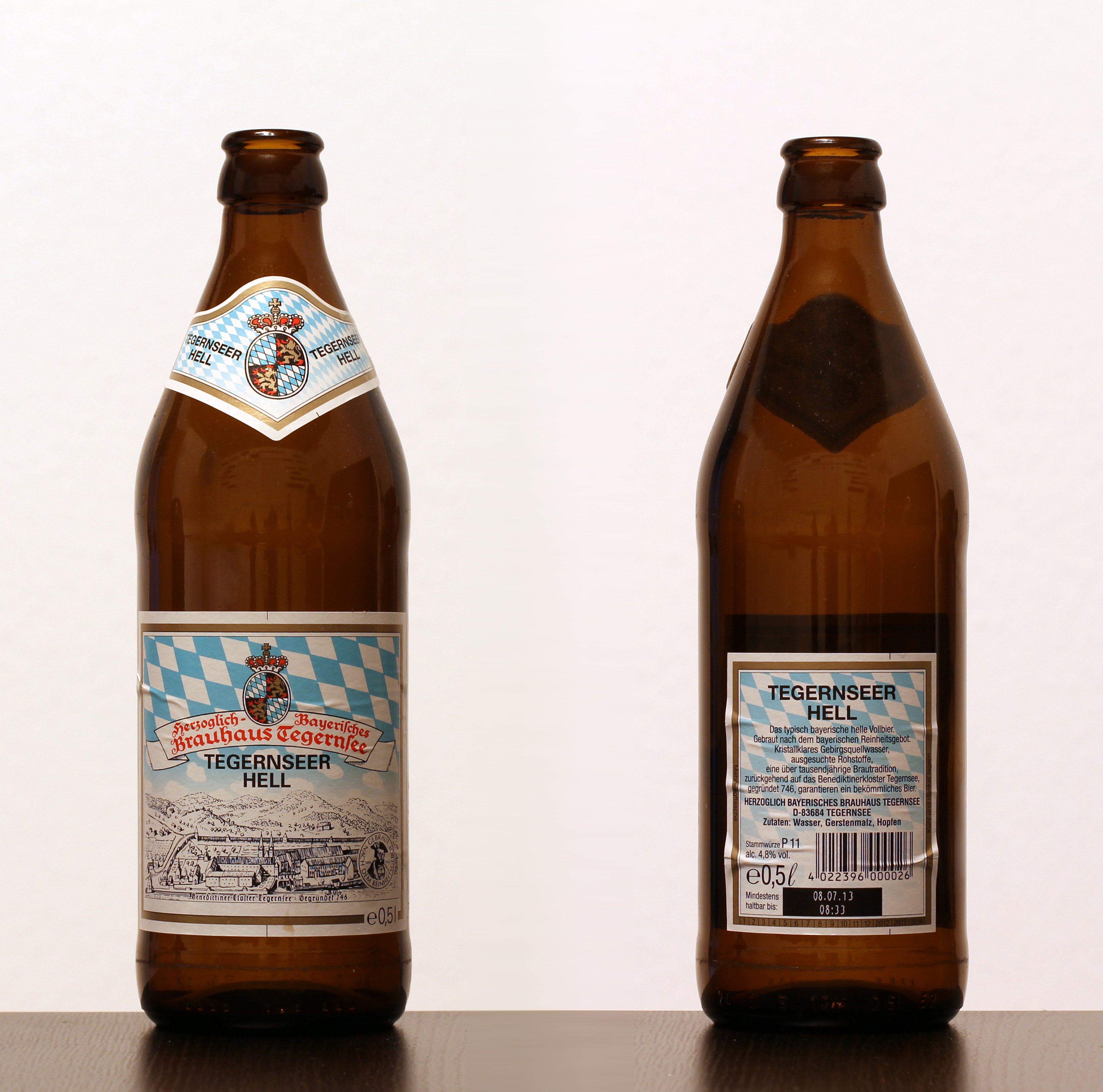
Tegernseer Hell

Produkte sind das „Tegernseer Hell“, das Exportbier „Tegernseer Spezial“, „Tegernseer Dunkel Export“, „Tegernseer Pils“, „Tegernseer Leicht“ und „Quirinus Dunkler Doppelbock“. In der Wintersaison ist außerdem „Der blaue Page“ erhältlich – ebenfalls ein Bockbier. Anlässlich des 200-jährigen Krönungsjubiläums des ersten bayerischen Königs wurde das „Max-I.-Joseph“-Bier gebraut.
Die Biermarke war früher hauptsächlich im und um den Landkreis Miesbach erhältlich. In den letzten Jahren wurde die Marke auch bundesweit vermarktet.
Der Jahresausstoß liegt bei etwa 400.000 Hektolitern.
Seit April 2025 wird auch ein alkoholfreies Bier „Tegernseer Hell Alkoholfrei“ gebraut.

## Sonstiges
Die Brauerei ist Mitglied im Brauring, einer Kooperationsgesellschaft privater Brauereien aus Deutschland, Österreich und der Schweiz.